# Dig og mig og solskin
Dig og mig og solskin var en dansk rockgruppe der eksisterede fra 1967 til 1969. Gruppen blev etableret af Tom Lundén og Per Åstrup Olsen og havde i starten Leif "Flipper" på trommer. Senere overtog Søren Berlev trommerne. Bassen blev varetaget af Tom Lundén på fodpedalbas (Hammondorgel). Per Åstrup Olsen sang og guitar. Tom Lundén sang og hammondorgel.
Gruppen opnåede status som husorkester i Projekt Hus (der senere blev til Huset i Magstræde) i de allertidligste dage. Men nåede også at optræde i Brøndby Popklub og TV og mindre festivaler.
Sangene blev leveret af Per Åstrup Olsen og Tom Lundén.
Søren Berlev er senere kendt fra Gasolin, som Dig og mig og solskin spillede opvarmning for i Gladsaxe Teenclub i 1969. Tom Lundén er senere kendt som ankermand i Bifrost.
| Musikgruppe | Spire Denne artikel om en dansk musikgruppe er en spire som bør udbygges. Du er velkommen til at hjælpe Wikipedia ved at udvide den. |